# Minara histrionica
Minara histrionica är en fjärilsart som beskrevs av Herrich-Schäffer 1855. Minara histrionica ingår i släktet Minara och familjen tandspinnare. Inga underarter finns listade i Catalogue of Life.